# Harold Landry
Harold Antonio Landry III (* 5. Juni 1996 in Spring Lake, North Carolina) ist ein US-amerikanischer American-Football-Spieler in der National Football League (NFL), der seit 2025 bei den New England Patriots unter Vertrag steht. Er spielte von 2018 bis 2024 für die Tennessee Titans als Outside Linebacker.

## College
Landry besuchte das Boston College und spielte für dessen Team, die Eagles, von 2014 bis 2017 College Football. In 38 Partien konnte er insgesamt 158 Tackles setzen. Außerdem gelangen ihm 25 Sacks und eine Interception.

## NFL
Landry wurde beim NFL Draft 2018 von den Tennessee Titans in der 2. Runde als insgesamt 41. ausgewählt und erhielt einen Vierjahresvertrag in Höhe von 6,73 Millionen US-Dollar. Die Titans tauschten ihren Zweit- und Drittrundenpick gegen den Zweitrundenpick der Oakland Raiders, um so weiter nach vorne zu rücken und ihn auswählen zu können. Bereits in seiner Rookie-Saison konnte er sich etablieren und kam in 15 Spielen zum Einsatz, drei Mal sogar als Starter, wobei ihm 4,5 Sacks gelangen.
In der Saison 2019 zeigte er sich nochmals stark verbessert. Ihm gelangen 68 Tackles und 9,0 Sacks.
Nach der Saison 2021, in der er erstmals in den Pro Bowl gewählt worden war, einigte Landry sich mit den Titans auf eine Vertragsverlängerung um fünf Jahre im Wert von 87,5 Millionen US-Dollar. Vor Beginn der Saison 2022 zog er sich einen Kreuzbandriss zu und verpasste daher die gesamte Spielzeit. Zwei Tage später wurde er auf die Injured Reserve List versetzt. Nach der Saison 2024 wurde Landry am 7. März 2025 von den Titans entlassen.
Kurz nach seiner Entlassung in Tennessee einigte Landry sich mit den New England Patriots auf einen Dreijahresvertrag im Wert von 43,5 Millionen US-Dollar. Dort spielt er erneut für Head Coach Mike Vrabel, der bereits von 2018 bis 2023 bei den Titans Landrys Head Coach gewesen war.